# Daihatsu Charmant

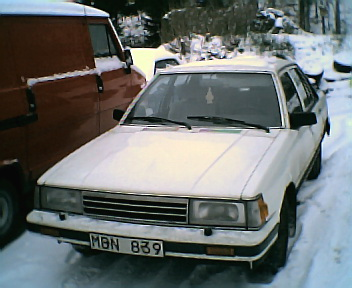
Daihatsu Charmant z ostatniego roku produkcji

Daihatsu Charmant – kompaktowy samochód osobowy produkowany przez japońską firmę Daihatsu w latach 1974-1987. Następca modelu Consorte. Dostępny jako 4-drzwiowy sedan. Do napędu używano silników R4. Moc przenoszona była na oś tylną poprzez 5-biegową manualną skrzynię biegów. Samochód został zastąpiony przez model Applause.

## Dane techniczne ('77 1.2)

### Silnik
- R4 1,2 l (1166 cm³), 2 zawory na cylinder, OHV
- Układ zasilania: gaźnik
- Średnica cylindra × skok tłoka: 75,00 mm × 66,00 mm
- Stopień sprężania: 9,0:1
- Moc maksymalna: 64 KM (47 kW) przy 5800 obr./min
- Maksymalny moment obrotowy: 90 N•m przy 3600 obr./min

### Osiągi
- Przyspieszenie 0-100 km/h: b/d
- Prędkość maksymalna: b/d

## Dane techniczne ('77 1.4)

### Silnik
- R4 1,4 l (1407 cm³), 2 zawory na cylinder, OHV
- Układ zasilania: gaźnik
- Średnica cylindra × skok tłoka: 80,00 mm × 70,00 mm
- Stopień sprężania: 9,0:1
- Moc maksymalna: 81 KM (60 kW) przy 5800 obr./min
- Maksymalny moment obrotowy: 114 N•m przy 3400 obr./min

### Osiągi
- Przyspieszenie 0-100 km/h: b/d
- Prędkość maksymalna: 165 km/h